# De Broglie-våglängd

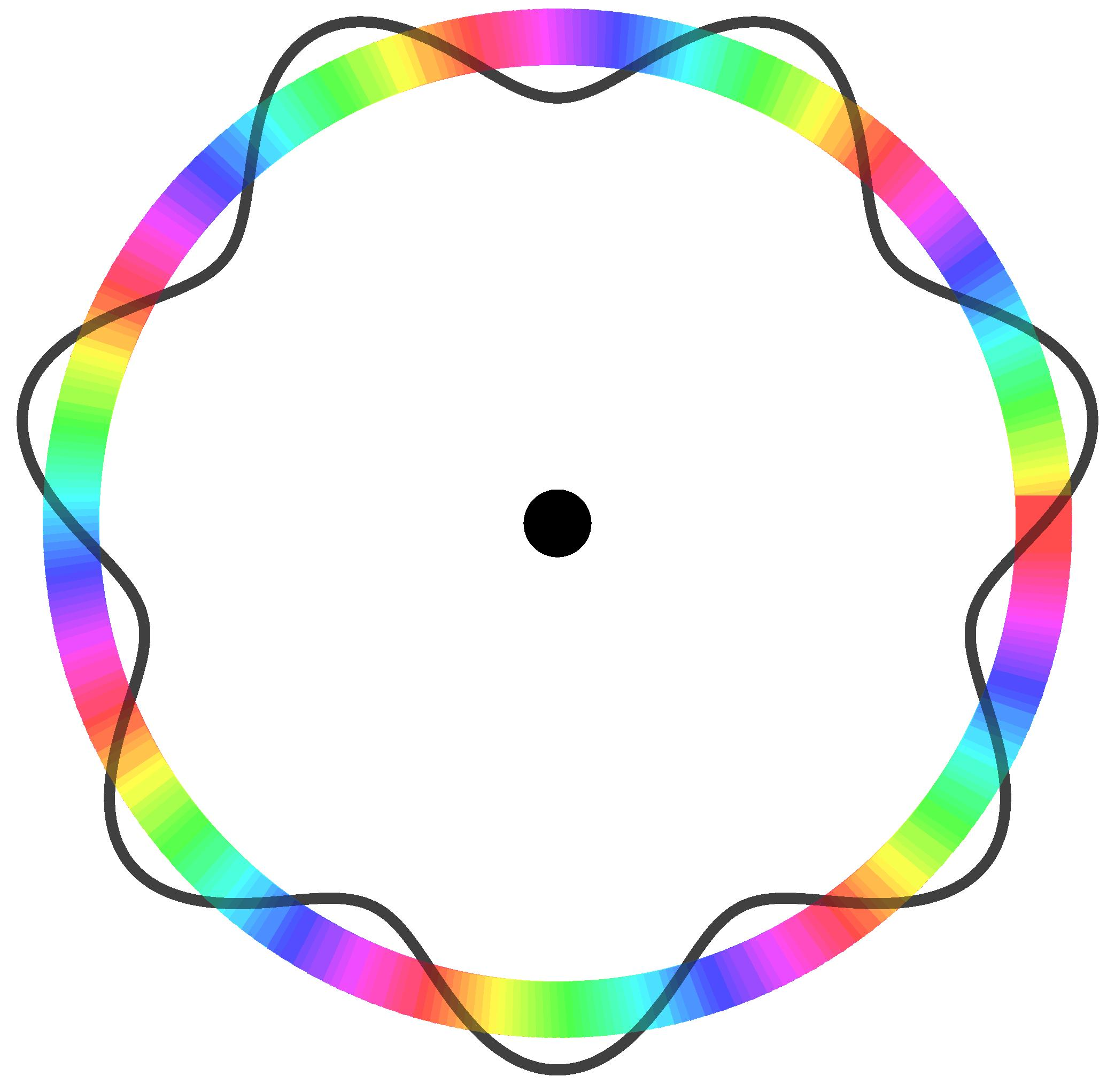
Två visualiseringar av en vätebana med sju de Broglie-våglängder; elektronens fas kan visas som en färg eller som en sinusfunktion.

de Broglie-våglängd [də bʁœj] är inom kvantmekaniken en våglängd som partiklar har. Under utvecklingen av kvantmekaniken föreslog Louis de Broglie, i tre artiklar under 1923 och i sin doktorsavhandling 1924, att våg-partikeldualiteten som påträffats för strålning skulle ha en motsvarighet för materia. Hans nobelpris 1929 blev det första som tilldelades en person för dennes doktorsavhandling.
Ledd av Fermats princip och verkansprincipen inom analytisk mekanik postulerade de Broglie att partiklar hade vågegenskaper med våglängden
{\displaystyle \lambda ={h \over p}}
Här är λ den associerade våglängden för en partikel med rörelsemängden p och h är Plancks konstant. Då en makroskopisk partikel har en rörelsemängd som är mycket stor i jämförelse med Plancks konstant, kommer makroskopiska partiklars våglängd att bli försumbar.
de Broglies hypotes ger också grund för att använda Fourierintegraler för att representera partiklar som ett vågpaket. Man kan sålunda se partikeln som en lokaliserad vågrörelse uppbyggd av många olika vågrörelser (med olika våglängd). Denna metod ger den generella lösningen till Schrödingerekvationen.

## Experimentell bekräftelse
de Broglie-våglängden bekräftades experimentellt i George Paget Thomsons experiment med katodstrålediffraktion och i Davisson-Germers experiment med elektroner. de Broglies hypotes har även bekräftats för andra elementarpartiklar. Experiment med neutrala atomer och molekyler har också uppvisat vågliknande egenskaper.

### Elektroner[2]
Vid Bell Labs skickade Clinton Davisson och Lester Germer 1927 långsamma elektroner mot ett mål av kristallint nickel. De mätte elektronernas intensitet som funktion av spridningsvinkeln och observerade samma diffraktionsmönster som de som förutspås av Braggs lag för spridning av röntgenstrålar. Samtidigt observerade G. P. Thomson vid University of Aberdeen samma effekt i ett oberoende experiment där han sände elektroner mot mycket tunna metallfolier. Innan de Broglies hypotes accepterades var diffraktion en egenskap som man trodde endast uppvisades av vågor. Därför visade förekomsten av diffraktionseffekter av materia den vågliknande naturen hos materien. När de Broglie-våglängden infördes i Braggs lag förutspåddes det observerade diffraktionsmönstret och bekräftade därmed de Broglies hypotes experimentellt. 
Detta var ett avgörande resultat i utvecklingen av kvantmekaniken. Precis som den fotoelektriska effekten visade ljusets partikelkaraktär, visade Davisson-Germer-experimentet elektronernas vågnatur och avslutade teorin om vågpartikel-dualitet. För fysiker var denna idé viktig eftersom den innebar att inte bara kunde en partikel uppvisa vågegenskaper, utan man skulle också kunna använda vågekvationer för att beskriva fenomen i materia, om man använde de Broglies våglängd.

### Neutrala atomer[3]
Experiment med Fresneldiffraktion och en atomspegel som reflekterar neutrala atomer bekräftar att de Broglies hypotes kan tillämpas på atomer, det vill säga förekomsten av atomvågor som undergår diffraktion, interferens och tillåter kvantreflektion av svansarna av den attraktiva potentialen. Framsteg inom laserkylning har gjort det möjligt att kyla neutrala atomer ner till nanokelvin-temperaturer. Vid dessa temperaturer är de termiska de Broglie våglängderna i mikrometerområdet. Med användning av Bragg-diffraktion av atomer och Ramseyinterferometri, kunde de Broglie-våglängden hos kalla natriumatomer uttryckligen mätas och visade sig vara i överensstämmelse med den temperatur som mäts med en annan metod. 
Denna effekt har använts för att demonstrera atomholografi, och det kan möjliggöra konstruktion av ett atomsondavbildningssystem med nanometerupplösning. Beskrivningen av dessa fenomen bygger på vågegenskaperna hos neutrala atomer, vilket bekräftar de Broglie-hypotesen.
Effekten har också använts för att förklara den rumsliga versionen av den kvantmekaniska Zeno-effekten, i vilken ett annars instabilt objekt kan stabiliseras genom snabbt upprepade observationer.

### Molekyler
Nya experiment bekräftar även de Broglies relation för molekyler och till och med makromolekyler som annars skulle kunna antas vara för stora för kvantmekaniska effekter. 1999 visade en forskargrupp i Wien diffraktion för molekyler som är stora som fullerener. För den mest sannolika C60-hastigheten beräknade forskarna de Broglie-våglängden till 2,5 pm. Nyare experiment bekräftar även relationen för molekyler sammansatta av 810 atomer och med en massa av 10 123 u.